# USS LST-678
O USS LST-678 foi um navio de guerra norte-americano da classe LST que operou durante a Segunda Guerra Mundial.